# Brhaspati

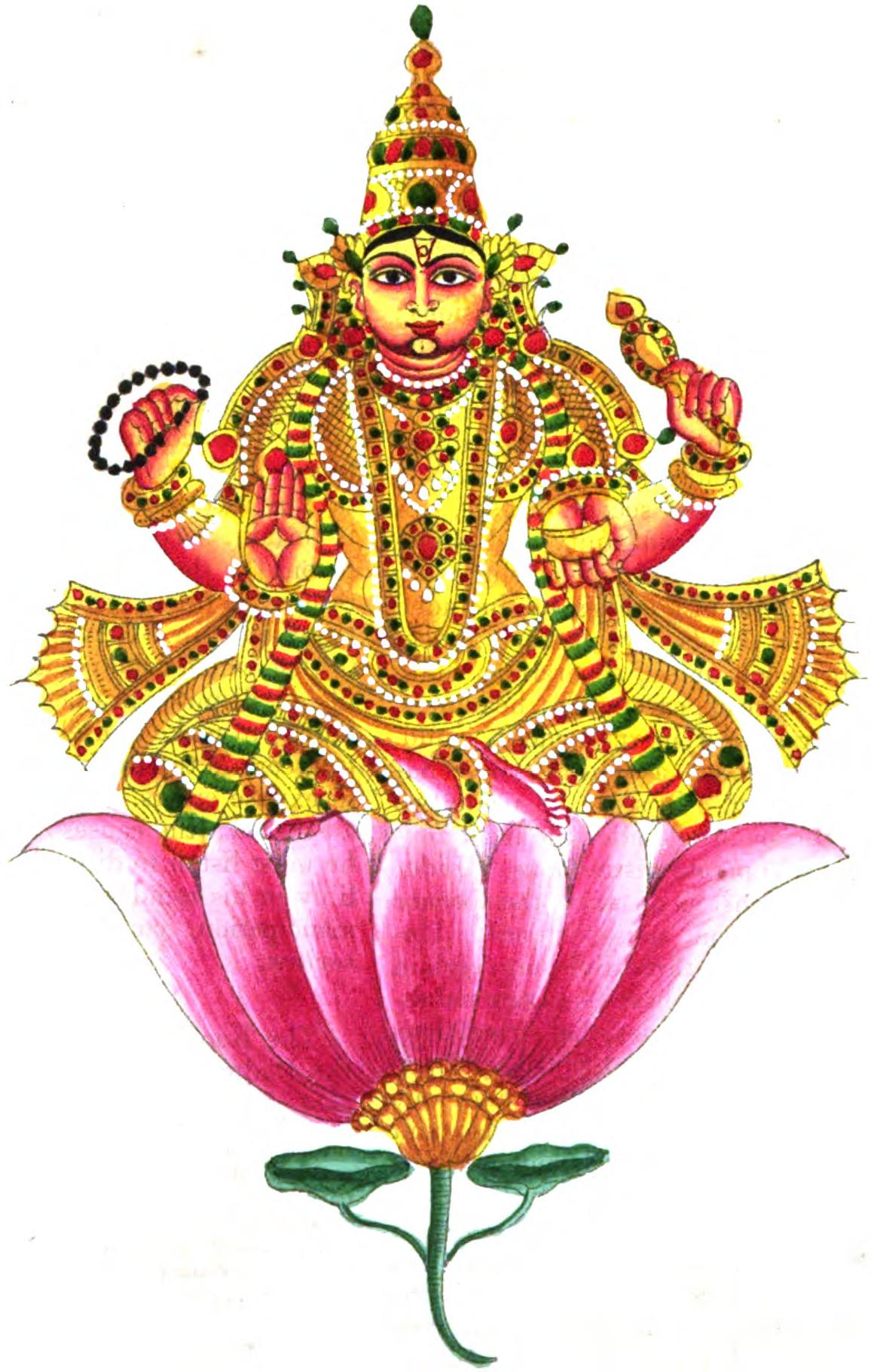
Brhaspati

Brhaspati (v sanskrtu बृहस्पति) je jméno hinduistického mudrce, též nazývaného Váčaspati (pán řeči), který ve védských textech vystupuje jako učitel dévů (bohů) a je uznáván dévy i asury (démony). Je také společníkem boha Indry. Vypráví se o něm mnoho legend – jedna z nich praví, že jednou Brhaspati unesl a znásilnil ženu svého staršího bratra Utathji. Jakmile se to dozvěděl sluneční bůh Sóma, neváhal a za trest mu odňal jeho manželku Táru. Až před vidinou ohromného boje měl Sóma ustoupit a ženu Brhaspatimu vrátit.